# جووانی اسپینوزا
جووانی اسپینوزا (اسپانیایی: Giovanny Espinoza‎؛ زادهٔ ۱۲ آوریل ۱۹۷۷) یک بازیکن فوتبال اهل اکوادور است.

## تیم ملی
وی همچنین در تیم ملی فوتبال اکوادور بازی کرده است.